# Pietro Ingrao
Pietro Ingrao (ur. 30 marca 1915 w Latinie, zm. 27 września 2015 w Rzymie) – włoski polityk i dziennikarz, działacz komunistyczny, długoletni parlamentarzysta, w latach 1976–1979 przewodniczący Izby Deputowanych, będący pierwszym komunistą na tym stanowisku.

## Życiorys
Z wykształcenia prawnik, studiował na Uniwersytecie Rzymskim „La Sapienza”. Zawodowo zajął się dziennikarstwem. W czasach studenckich działał w faszystowskiej organizacji studenckiej Gruppo universitario fascista, brał udział w organizowanych przez Narodową Partię Faszystowską zawodach artystycznych „Littoriali”. Pod koniec lat 30. zbliżył się do środowisk komunistycznych w Kalabrii, na początku lat 40. wstąpił w szeregi Włoskiej Partii Komunistycznej (PCI). W 1947 objął stanowisko redaktora naczelnego komunistycznego dziennika „l’Unità”, którym kierował przez dziesięć lat. W 1956 opublikował w nim artykuł popierający radziecką inwazję celem stłumienia powstania na Węgrzech, w późniejszych latach odciął się od tych poglądów.
W 1950 Pietro Ingrao objął mandat posła do Izby Deputowanych. W niższej izbie włoskiego parlamentu zasiadał nieprzerwanie do 1992 w okresie I, II, III, IV, V, VI, VII, VIII, IX i X kadencji. Od 1954 był członkiem kierownictwa partii komunistycznej, od 1964 do 1972 pełnił funkcję przewodniczącego jej klubu poselskiego. W 1976 Chrześcijańska Demokracja zawarła z PCI tzw. historyczny kompromis („compromesso storico”). Komuniści nie weszli w skład rządu, jednak powierzono im stanowisko przewodniczącego Izby Deputowanych. Funkcję tę objął Pietro Ingrao, pełniąc ją do 1979.
Po rozwiązaniu partii komunistycznej na początku lat 90. działał w Demokratycznej Partii Lewicy, którą opuścił w 1993. Wspierał później działalność Odrodzenia Komunistycznego, do którego wstąpił formalnie w 2005.
Odznaczony Kawalerią Krzyża Wielkiego Orderu Zasługi Republiki Włoskiej.